# Karl Uhl
Karl Uhl (* 30. November 1886 in St. Ingbert; † 15. Dezember 1966 ebenda) war ein deutscher saarländischer Heimatdichter, der sein Leben lang seiner Heimatstadt sehr verbunden war. In den 1920er und 1930er Jahren war er eine zentrale Figur des kulturellen Lebens St. Ingberts, insbesondere durch die auf ihn zurückgehende Gründung der Volksbühne St. Ingbert, die Später in Heimatbühne umbenannt wurde. Er schrieb mehrere Bühnenstücke und veröffentlichte etliche Gedicht- und Geschichtsbände. Zu seinem 70. Geburtstag wurde er zum Ehrenbürger der Stadt ernannt. Einige Jahre später gab die Stadt einer Straße seinen Namen.

## Leben und Werk
Karl Uhl war eines von fünf Kindern. Sein Vater war Kesselschmied. Er wuchs in der Pfarrgasse 60 auf, eine der ältesten Straßen St. Ingberts. Fast sein gesamtes Leben verbrachte er in St. Ingbert und davon wohnte er einen Großteil der Jahre in der Pfarrgasse, ab 1931 in Haus Nummer 16, wo er auch seine Werkstatt hatte.
Sein Berufswunsch war der des Missionars, doch ließ sich dieser Weg nicht finanzieren. So ging er ab 1900 bei seinem Vetter zur Schusterlehre. Bereits in der Schule hatte sich sein Talent der Poesie gezeigt, denn bereits mit 15 Jahren schrieb er erste Gedichte. Sein Vorbild war Hans Sachs (1494–1576): „Der Hans Sachs, der war ein Schuh-/ macher und Poet dazu“.
Nach einem kurzen Intermezzo als Postbote (1905/1906) machte er sich als Schuhmacher selbstständig. 1910 fand sein erster Vortragsabend statt, 1920 die Gründung der Volksbühne, für die er mehrere Theaterstücke schrieb, 1923 folgte die Veröffentlichung seines ersten Gedichtbandes „Junger Tag“. Zwischenzeitlich war er als Soldat in den Ersten Weltkrieg gezogen und wegen Unfähigkeit am Dienst an der Waffe zur Reichsbekleidungskammer in Würzburg versetzt worden.
Für den Schuhmacherverband war Uhl eine Art „Hofdichter“, der zu offiziellen Anlässen seine Werke vortrug. Während der Nazidiktatur wählte er die „Innere Emigration“ und zog sich in die Welt der Märchen zurück. Uhl blieb zeitlebens unverheiratet und lebte mit seiner Mutter zusammen, die 1941 starb, und zu der er eine sehr enge Bindung hatte. Seine letzten Lebensjahre verbrachte er selbst im Mathildenstift. Heute liegt er auf dem Alten Friedhof begraben.
Seine literarische Arbeit kreiste um seine Heimatstadt St. Ingbert und die Menschen, mit deren Lebens- und Arbeitswelt täglich zu tun hatte. Obwohl nur seine Arbeiten des Lyrischen gedruckt und veröffentlicht wurden, sah er selbst sein Schaffen als das Dramatische an. Seine Theaterwerke sind leider nur als Typoskripte erhalten und befinden sich heute im Stadtarchiv St. Ingbert und in der Pfälzischen Landesbibliothek Speyer. Höhepunkt seines Schaffens dürfte das im Zusammenhang mit der 100-Jahr-Feier (1929) der Stadtwerdung St. Ingberts geschriebene Heimatspiel „Die Waldstreiter“ gelten, das den Konflikt zwischen den St. Ingberter Bürgern und der von der Leyenschen Herrschaft um Wald und Kohle thematisiert.

## Werke (Auswahl)

### Gedichte
- Junger Tag. Gedichte, St. Ingbert, 1923
- Die Kartoffelrepublik. Verse und Prosa. Zusammengestellt und veröffentlicht von Dr. Wolfgang Krämer, Gauting, St. Ingbert, 1956
- Spaziergang durch das alte St. Ingbert, St. Ingbert, 1961
- Bunte Heimatbilder, St. Ingbert, 1963

### Bühnenwerke
- Der Kurzsichtige. Theaterstück 1920 (nicht erhalten)
- Die Waldstreiter zu St. Ingbert. Heimatspiel in fünf Akten (um 1920) (Typoskript)
- Die Eisenknappen. Schauspiel 1921 (nicht erhalten)
- Vom Tode beurlaubt. Schauspiel 1921 (nicht erhalten)
- Der ney Amtmann. Schwank in einem Akt. (nicht erhalten)

## Ehrungen
- 1956: Ernennung zum Ehrenbürger der Stadt St. Ingbert.
- 1974: Benennung der Karl-Uhl-Straße in St. Ingbert.
- 1982: Eröffnung der Karl-Uhl-Stube im „Lämpchen“ durch das St. Ingberter Literaturforum.